# Campeonato Português de Basquetebol (outras categorias)
No Campeonato Português de Basquetebol existem sete categorias masculinas e feminina (sénior, sub-22, sub-20, sub-19, sub-18, sub-16, sub-14). Sendo o sénior a categoria principal, também chamada de profissional, as restantes categorias são chamadas de categorias inferiores ou outras categorias. Nessas categorias são disputados torneios entre atletas que ainda não completaram idade para o ingresso na categoria sénior. As provas são organizadas pela Federação Portuguesa de Basquetebol.

## Basquetebol Masculino

### Campeões por categorias
| Época   | Sub-22[carece de fontes?] | Sub-20                 | Sub-18                | Sub-16                                                     | Sub-14        |
| ------- | ------------------------- | ---------------------- | --------------------- | ---------------------------------------------------------- | ------------- |
| 1943/44 |                           |                        | Vasco da Gama         |                                                            |               |
| 1944/45 | Vasco da Gama 2           |                        |                       |                                                            |               |
| 1945/46 | Vasco da Gama 3           |                        |                       |                                                            |               |
| 1946/47 | Benfica                   |                        |                       |                                                            |               |
| 1947/48 | Não Disputada             |                        |                       |                                                            |               |
| 1948/49 | Não Disputada             |                        |                       |                                                            |               |
| 1949/50 | Não Disputada             |                        |                       |                                                            |               |
| 1950/51 | Não Disputada             |                        |                       |                                                            |               |
| 1951/52 | Não Disputada             |                        |                       |                                                            |               |
| 1952/53 | Académica de Coimbra      |                        |                       |                                                            |               |
| 1953/54 | Barreirense               | Académica de Coimbra   |                       |                                                            |               |
| 1954/55 | Barreirense 2             | Académica de Coimbra 2 |                       |                                                            |               |
| 1955/56 | Barreirense 3             | Sporting               |                       |                                                            |               |
| 1956/57 | Barreirense 4             | Olivais                |                       |                                                            |               |
| 1957/58 | Vasco da Gama 4           | Porto                  |                       |                                                            |               |
| 1958/59 | Porto                     | Porto 2                |                       |                                                            |               |
| 1959/60 | Porto 2                   | Académica de Coimbra 3 |                       |                                                            |               |
| 1960/61 | Académica de Coimbra 2    | Fabril                 |                       |                                                            |               |
| 1961/62 | Vasco da Gama 5           | Olivais 2              |                       |                                                            |               |
| 1962/63 | Sporting                  | Illiabum               |                       |                                                            |               |
| 1963/64 | Maxaquene                 | UDR Algés              |                       |                                                            |               |
| 1964/65 | Huambo                    | Os Belenenses          |                       |                                                            |               |
| 1965/66 | Barreirense 5             | Vasco da Gama          |                       |                                                            |               |
| 1966/67 | Sporting 2                | Clube dos Galitos      |                       |                                                            |               |
| 1967/68 | Vila Clotilde             | Porto 3                |                       |                                                            |               |
| 1968/69 | Vasco da Gama 6           | Porto 4                |                       |                                                            |               |
| 1969/70 | Vila Clotilde 2           | Porto 5                |                       |                                                            |               |
| 1970/71 | Sporting 3                | Barreirense            |                       |                                                            |               |
| 1971/72 | Porto 3                   | UDR Algés 2            |                       |                                                            |               |
| 1972/73 | Porto 4                   | Leixões                |                       |                                                            |               |
| 1973/74 | Benfica 2                 | Atlético CP            |                       |                                                            |               |
| 1974/75 | Barreirense 6             | Atlético CP 2          |                       |                                                            |               |
| 1975/76 | Atlético CP               | Barreirense 2          |                       |                                                            |               |
| 1976/77 | Barreirense 7             | Académica de Coimbra 4 |                       |                                                            |               |
| 1977/78 | Académica de Coimbra 3    | Académica de Coimbra 5 |                       |                                                            |               |
| 1978/79 | Académica de Coimbra 4    | Académica de Coimbra 6 |                       |                                                            |               |
| 1979/80 | Porto 5                   | Porto 6                |                       |                                                            |               |
| 1980/81 | Naval 1º de Maio          | Porto 7                |                       |                                                            |               |
| 1981/82 | Porto 6                   | Os Belenenses 2        |                       |                                                            |               |
| 1982/83 | Os Belenenses             | UDR Algés 3            |                       |                                                            |               |
| 1983/84 | Os Belenenses 2           | Vasco da Gama 2        |                       |                                                            |               |
| 1984/85 | Algés e Dafundo           | Ginásio Figueirense    |                       |                                                            |               |
| 1985/86 | Ginásio Figueirense       | Naval 1º de Maio       |                       |                                                            |               |
| 1986/87 | Benfica 3                 | Ovarense               |                       |                                                            |               |
| 1987/88 | Porto 7                   | Atlético CP 3          |                       |                                                            |               |
| 1988/89 | Porto 8                   | CA Queluz              |                       |                                                            |               |
| 1989/90 | Atlético CP 2             | Algés e Dafundo        |                       |                                                            |               |
| 1990/91 | Algés e Dafundo 2         | Benfica                |                       |                                                            |               |
| 1991/92 | Algés e Dafundo 3         | Ovarense 2             |                       |                                                            |               |
| 1992/93 | Benfica 4                 | Naval 1º de Maio 2     |                       |                                                            |               |
| 1993/94 | Porto 9                   | Benfica 2              |                       |                                                            |               |
| 1994/95 | Porto 10                  | Barreirense 3          |                       |                                                            |               |
| 1995/96 | Porto                     | Porto 11               | Salesianos            | Divisão em duas séries (Norte e Sul) sem vencedor nacional |               |
| 1996/97 | Comp. Extinta             | Porto                  | Benfica 5             | Divisão em duas séries (Norte e Sul) sem vencedor nacional | Sangalhos     |
| 1997/98 |                           | Portugal Telecom       | Sangalhos             | Divisão em duas séries (Norte e Sul) sem vencedor nacional | Barreirense 4 |
| 1998/99 | Porto 2                   | Benfica 6              | Barreirense 5         | Divisão em duas séries (Norte e Sul) sem vencedor nacional |               |
| 1999/00 | Porto 3                   | Vasco da Gama 7        | Guifões               | Divisão em duas séries (Norte e Sul) sem vencedor nacional |               |
| 2000/01 | Benfica                   | Barreirense 8          | Illiabum 2            | Divisão em duas séries (Norte e Sul) sem vencedor nacional |               |
| 2001/02 | Barreirense               | Algés e Dafundo 4      | Barreirense 6         | Divisão em duas séries (Norte e Sul) sem vencedor nacional |               |
| 2002/03 | CA Queluz                 | Barreirense 9          | Barreirense 7         | Divisão em duas séries (Norte e Sul) sem vencedor nacional |               |
| 2003/04 | Benfica 2                 | Barreirense 10         | Barreirense 8         | Divisão em duas séries (Norte e Sul) sem vencedor nacional |               |
| 2004/05 | Porto 4                   | Barreirense 11         | Barreirense 9         | Anadia                                                     |               |
| 2005/06 | Barreirense 2             | Barreirense 12         | CA Queluz 2           | Barreirense                                                |               |
| 2006/07 | Barreirense 3             | Porto 12               | CA Queluz 3           | Porto                                                      |               |
| 2007/08 | Benfica 3                 | Barreirense 13         | Barreirense 10        | Sanjoanense                                                |               |
| 2008/09 | Barreirense 4             | Vasco da Gama 8        | Benfica 3             | Ginásio Figueirense                                        |               |
| 2009/10 | Barreirense 5             | Vasco da Gama 9        | Benfica 4             | Estoril                                                    |               |
| 2010/11 | Barreirense 6             | Benfica 7              | Ginásio Figueirense 2 | Maia                                                       |               |
| 2011/12 | Benfica 4                 | Benfica 8              | Benfica 5             | CA Queluz                                                  |               |
| 2012/13 | Porto 5                   | Vasco da Gama 10       | Maia                  | Illiabum                                                   |               |
| 2013/14 | Porto 6                   | Benfica 9              | CA Queluz 4           | CB Queluz                                                  |               |
| 2014/15 | Benfica 5                 | Porto 13               | Benfica 6             | CB Queluz 2                                                |               |
| 2015/16 | Comp. Extinta             | Guifões                | CB Queluz             | Barreirense                                                |               |
| 2016/17 |                           | Porto 14               | CB Queluz 2           | Benfica                                                    |               |
| 2017/18 | Porto 15                  | Porto 8                | Imortal               |                                                            |               |
| 2018/19 | Beira-Mar                 | CA Queluz 5            | Benfica 2             |                                                            |               |
| 2019/20 | Título Não Atribuído      | Título Não Atribuído   | Título Não Atribuído  |                                                            |               |
| 2020/21 | Não Disputada             | Não Disputada          | Não Disputada         |                                                            |               |
| 2021/22 | Porto 16                  | Vasco da Gama 3        | Sporting              |                                                            |               |
| 2022/23 | Benfica 10                | Benfica 7              | Paço de Arcos         |                                                            |               |
| 2023/24 | Porto 17                  | Porto 9                | Sporting 2            |                                                            |               |
| 2024/25 | Imortal                   | Porto 10               | CBQ Tubarões          |                                                            |               |
| 2025/26 |                           |                        |                       |                                                            |               |

### Títulos por clube
Total de títulos dos clubes, somando aqui as conquistas, em todas as respectivas categorias jovens (sub-22, sub-20, sub-18, sub-16, sub-14):
| Clube                | Sub-22 | Sub-20 | Sub-18 | Sub-16 | Sub-14 | Total |
| -------------------- | ------ | ------ | ------ | ------ | ------ | ----- |
| Porto                | 1      | 6      | 17     | 10     | 1      | 35    |
| Barreirense          | -      | 6      | 13     | 10     | 2      | 31    |
| Benfica              | -      | 5      | 10     | 7      | 2      | 24    |
| Vasco da Gama        | -      | -      | 10     | 3      | -      | 13    |
| Académica de Coimbra | -      | -      | 4      | 6      | -      | 10    |
| CA Queluz            | -      | 1      | -      | 5      | 1      | 7     |
| Sporting             | -      | -      | 3      | 1      | 2      | 6     |
| Algés e Dafundo      | -      | -      | 4      | 1      | -      | 5     |
| Atlético CP          | -      | -      | 2      | 3      | -      | 5     |
| Os Belenenses        | -      | -      | 2      | 2      | -      | 4     |
| Ginásio Figueirense  | -      | -      | 1      | 2      | 1      | 4     |
| CB Queluz            | -      | -      | -      | 2      | 2      | 4     |
| Naval 1º de Maio     | -      | -      | 1      | 2      | -      | 3     |
| UDR Algés            | -      | -      | -      | 3      | -      | 3     |
| Illiabum             | -      | -      | -      | 2      | 1      | 3     |
| Vila Clotilde        | -      | -      | 2      | -      | -      | 2     |
| Sangalhos            | -      | -      | 1      | 1      | -      | 2     |
| Guifões              | -      | -      | 1      | 1      | -      | 2     |
| Imortal              | -      | -      | 1      | -      | 1      | 2     |
| Olivais              | -      | -      | -      | 2      | -      | 2     |
| Ovarense             | -      | -      | -      | 2      | -      | 2     |
| Maia                 | -      | -      | -      | 1      | 1      | 2     |
| Portugal Telecom     | -      | 1      | -      | -      | -      | 1     |
| Maxaquene            | -      | -      | 1      | -      | -      | 1     |
| Huambo               | -      | -      | 1      | -      | -      | 1     |
| Beira-Mar            | -      | -      | 1      | -      | -      | 1     |
| Fabril               | -      | -      | -      | 1      | -      | 1     |
| Clube dos Galitos    | -      | -      | -      | 1      | -      | 1     |
| Leixões              | -      | -      | -      | 1      | -      | 1     |
| Salesianos           | -      | -      | -      | 1      | -      | 1     |
| Anadia               | -      | -      | -      | 1      | -      | 1     |
| Sanjoanense          | -      | -      | -      | -      | 1      | 1     |
| Estoril              | -      | -      | -      | -      | 1      | 1     |
| Paço de Arcos        | -      | -      | -      | -      | 1      | 1     |
| CBQ Tubarões         | -      | -      | -      | -      | 1      | 1     |

## Basquetebol Feminino

### Campeões por categorias
| Época   | Sub-19               | Sub-18                  | Sub-16                  | Sub-14              |
| ------- | -------------------- | ----------------------- | ----------------------- | ------------------- |
| 1986/87 | Algés e Dafundo      |                         |                         |                     |
| 1987/88 | Internacional        |                         |                         |                     |
| 1988/89 | CBESA                | CBESA                   |                         |                     |
| 1989/90 | Internacional 2      | CBESA 2                 |                         |                     |
| 1990/91 | CBESA 2              | Independente de Coimbra |                         |                     |
| 1991/92 | GDESSA               | Santarém                |                         |                     |
| 1992/93 | CBESA 3              | Anadia                  |                         |                     |
| 1993/94 | GDESSA 2             | Algés e Dafundo         |                         |                     |
| 1994/95 | Anadia               | Póvoa                   |                         |                     |
| 1995/96 | Anadia 2             | Pombal                  |                         |                     |
| 1996/97 | Anadia 3             | Algés e Dafundo 2       |                         |                     |
| 1997/98 | Póvoa                | Figueirense             |                         |                     |
| 1998/99 | GDESSA 3             | Académico FC            |                         |                     |
| 1999/00 | Algés e Dafundo 2    | Guifões                 |                         |                     |
| 2000/01 | Santarém Basket      | Algés e Dafundo 3       |                         |                     |
| 2001/02 | Esgueira             | Propaganda Natação      |                         |                     |
| 2002/03 | Propaganda Natação   | GDESSA                  |                         |                     |
| 2003/04 | GDESSA 4             | Gafanha                 |                         |                     |
| 2004/05 | Propaganda Natação 2 | Amigos da Madeira       |                         |                     |
| 2005/06 | Algés e Dafundo 3    | Amigos da Madeira 2     |                         |                     |
| 2006/07 | Propaganda Natação 3 | Escola Limiana          |                         |                     |
| 2007/08 | GDESSA 5             | Esgueira                |                         |                     |
| 2008/09 | Colégio Calvão       | Ovarense                |                         |                     |
| 2009/10 | GDESSA 6             | Sanjoanense             |                         |                     |
| 2010/11 | Vagos                | SIMECQ                  |                         |                     |
| 2011/12 | Ovarense             | SIMECQ 2                |                         |                     |
| 2012/13 | Algés e Dafundo 4    | Algés e Dafundo 4       |                         |                     |
| 2013/14 | Algés e Dafundo 5    | Pombal 2                | Coimbrões               |                     |
| 2014/15 | Propaganda Natação 4 | Carnide Clube           | Propaganda Natação      |                     |
| 2015/16 | GDESSA 7             | CB Queluz               | Propaganda Natação 2    |                     |
| 2016/17 | Quinta dos Lombos    | Propaganda Natação 2    | Amigos da Madeira       |                     |
| 2017/18 | Quinta dos Lombos 2  | Quinta dos Lombos       | GDESSA                  |                     |
| 2018/19 | GDESSA 8             | Quinta dos Lombos 2     | Escola Francisco Franco |                     |
| 2019/20 | Título Não Atribuído | Título Não Atribuído    | Título Não Atribuído    |                     |
| 2020/21 | Não Disputada        | Não Disputada           | Não Disputada           |                     |
| 2021/22 | Propaganda Natação 5 | Quinta dos Lombos 3     | Quinta dos Lombos       |                     |
| 2022/23 | Comp. Extinta        | Propaganda Natação      | SIMECQ 3                | Sporting            |
| 2023/24 |                      | Benfica                 | Quinta dos Lombos 4     | Quinta dos Lombos 2 |
| 2024/25 | Quinta dos Lombos    | Sporting                | Chamusca                |                     |
| 2025/26 |                      |                         |                         |                     |

### Títulos por clube
Total de títulos dos clubes, somando aqui as conquistas, em todas as respectivas categorias jovens (sub-19, sub-18, sub-16, sub-14):
| Clube                   | Sub-19 | Sub-18 | Sub-16 | Sub-14 | Total |
| ----------------------- | ------ | ------ | ------ | ------ | ----- |
| GDESSA                  | 8      | -      | 1      | 1      | 10    |
| Propaganda Natação      | 5      | 1      | 2      | 2      | 10    |
| Algés e Dafundo         | 5      | -      | 4      | -      | 9     |
| Quinta dos Lombos       | 2      | 1      | 4      | 2      | 7     |
| CBESA                   | 3      | -      | 2      | -      | 5     |
| Anadia                  | 3      | -      | 1      | -      | 4     |
| Amigos da Madeira       | -      | -      | 2      | 1      | 3     |
| Internacional           | 2      | -      | -      | -      | 2     |
| Póvoa                   | 1      | -      | 1      | -      | 2     |
| Esgueira                | 1      | -      | 1      | -      | 2     |
| Ovarense                | 1      | -      | 1      | -      | 2     |
| Pombal                  | -      | -      | 2      | -      | 2     |
| SIMECQ                  | -      | -      | 2      | -      | 2     |
| Santarém Basket         | 1      | -      | -      | -      | 1     |
| Colégio Calvão          | 1      | -      | -      | -      | 1     |
| Vagos                   | 1      | -      | -      | -      | 1     |
| Benfica                 | -      | 1      | -      | -      | 1     |
| Independente de Coimbra | -      | 1      | -      | -      | 1     |
| Santarém                | -      | -      | 1      | -      | 1     |
| Figueirense             | -      | -      | 1      | -      | 1     |
| Académico FC            | -      | -      | 1      | -      | 1     |
| Guifões                 | -      | -      | 1      | -      | 1     |
| Gafanha                 | -      | -      | 1      | -      | 1     |
| Escola Limiana          | -      | -      | 1      | -      | 1     |
| Sanjoanense             | -      | -      | 1      | -      | 1     |
| Carnide Clube           | -      | -      | 1      | -      | 1     |
| CB Queluz               | -      | -      | 1      | -      | 1     |
| Sporting                | -      | -      | 1      | 1      | 1     |
| Coimbrões               | -      | -      | -      | 1      | 1     |
| Escola Francisco Franco | -      | -      | -      | 1      | 1     |
| Chamusca                | -      | -      | -      | 1      | 1     |